# Delo (Film)
Delo (russisch Дело, internationaler Titel: House Arrest) ist ein russisches Filmdrama von Alexei German, das im Juli 2021 bei den Internationalen Filmfestspielen von Cannes seine Premiere feierte.

## Handlung
Als Universitätsprofessor David dem Bürgermeister in seinem Ort über die sozialen Medien Korruption vorwirft, lässt die Reaktion nicht lange auf sich warten. David wird wegen der Anschuldigungen, für die er keine Beweise hat, verurteilt und unter Hausarrest gestellt.

## Produktion
Regie führte Alexei German, der gemeinsam mit Maria Ogneva auch das Drehbuch schrieb.
Merab Ninidze spielt in der Hauptrolle den Universitätsprofessor David. In weiteren Rollen sind Swetlana Chodtschenkowa als Nadya, Alexandra Bortitsch als Irina, Anna Michalkowa als Anna und Alexander Pal als der Ermittler Petrov zu sehen.
Die Premiere erfolgte am 9. Juli 2021 bei den Internationalen Filmfestspielen von Cannes, wo der Film in der Reihe Un Certain Regard gezeigt wurde. Im August 2021 wurde er beim Filmfestival Karlovy Vary vorgestellt. Der Kinostart in Russland erfolgte am 23. September 2021. Im Oktober 2021 wurde er beim Busan International Film Festival und beim Internationalen Filmfestival Warschau gezeigt und Ende des Monats bei der Viennale vorgestellt. Ende Februar, Anfang März 2022 wurde er beim Internationalen Film Festival in Belgrad gezeigt. Im April 2022 sollte er bei GoEast gezeigt werden. Im August 2022 wird er beim Hong Kong International Film Festival vorgestellt.

## Auszeichnungen
International Film Festival Belgrad 2022
- Lobende Erwähnung im Hauptwettbewerb (Alexei German)[10]

Internationale Filmfestspiele von Cannes 2021
- Nominierung für den Prix Un Certain Regard